# NGC 2073
NGC 2073 je galaksija u zviježđu Zecu.

## Vanjske poveznice
- SEDS: NGC 2073